# Tron: Original Motion Picture Soundtrack
Tron: Original Motion Picture Soundtrack è un album in studio della musicista britannica Wendy Carlos, pubblicato il 9 luglio 1982. L'album contiene la colonna sonora originale del film Tron, diretto da Steven Lisberger.

## Descrizione
La colonna sonora di Tron è stata scritta dalla pioniera della musica elettronica Wendy Carlos, meglio conosciuta per il suo album Switched-On Bach e per le colonne sonore dei due film di Stanley Kubrick Arancia meccanica e Shining. La musica, che è stata la prima collaborazione tra la Carlos e la sua compagna Annemarie Franklin,, presenta una miscela di sintetizzatore analogico Moog e di sintetizzatore digitale GDS della Crumar (un complesso sistema di sintesi additiva e modulazione di fase), insieme a brani non elettronici eseguiti dalla London Philharmonic Orchestra, che venne assunta dalla Disney, preoccupata che la Carlos non fosse in grado di completare la sua composizione in tempo. Due brani musicali aggiuntivi sono stati suonati dai Journey, ingaggiati dopo che i Supertramp si ritirarono dal progetto.
Poco prima dell'uscita del film Tron, la Walt Disney Production sostituì la seconda parte della musica composta per i titoli di coda con la canzone Only Solution eseguita dai Journey. Ciò venne fatto dopo che l'album contenente la colonna sonora era già stato completato e che quindi contiene il pezzo completo della Carlos per i titoli di coda. Negli speciali contenuti nel secondo disco dell'edizione in DVD e Blu-ray del film usciti per il 20º anniversario nel 2002, sono contenute due sequenze in cui sono state reintegrate le musiche originalmente composte dalla Carlos per quelle scene, ovvero la corsa nel motolabirinto e i titoli di coda.
Dopo l'uscita nelle sare di Tron, la carlo in un'intervista si è dichiarata contenta dell'uso dell'orchestra, sostenendo che la sua musica, con i suoi tempi variabili, era troppo difficile da completare nel tempo che aveva a disposizione. Lei avrebbe solamente sostituito alcune parti orchestrali con esecuzioni al GDS.
L'album è stato pubblicato nel 1982 dalle etichette discografiche CBS in molti paesi del Nord e Sudamerica, dell'Europa, oltre che in Sudafrica, Hong Kong e Giappone, in formato LP e musicassetta. Per anni la colonna sonora non è stata più disponibile a causa di una disputa tra la Carlos e la CBS Records. In seguito la Carlos scoprì che i nastri originali si erano deteriorati al punto che tentare di riprodurli avrebbe rischiato di distruggerli e di danneggiare il lettore. La Carlos ha utilizzato una tecnica chiamata tape cooking, in cui i nastri vengono letteralmente cotti in forno così da indurire la colla che tiene assieme il nastro magnetico, per poter riparare i nastri e trasferirli ai master digitali.
La prima ristampa è avvenuta nel 1999, per conto della CBS, in formato CD, negli Stati Uniti. A questa hanno fatto seguito diverse altre ristampe, sempre in CD, tra cui una, nel 2002, per opera della e Walt Disney Records con delle tracce aggiuntive. Parte della musica del film è stata utilizzata anche nel videogioco Tron arcade game. Nell'agosto del 2014 l'album è stato infine ristampato in vinile dalla Walt Disney Records.

## Tracce
1. Creation of Tron – 0:49
2. Journey – Only Solutions – 3:39
3. We've Got Company – 2:18
4. Wormhole – 2:26
5. Ring Game and Escape – 2:58
6. Water, Music, and Tronaction – 2:25
7. Tron Scherzo – 1:46
8. Miracle and Magician – 2:41
9. Magic Landings – 3:42
10. Theme From Tron – 1:32
11. Journey – 1990's Theme – 1:28
12. Love Theme – 2:07
13. Tower Music / Let Us Pray – 3:45
14. The Light Sailer – 2:36
15. Sea of Simulation – 3:22
16. A New Tron and the MCP – 5:25
17. Anthem – 1:36
18. Ending Titolos – 5:06
19. Tronaction (Original Version) – 1:29
20. Break In (For Strings, Flutes, and Celesta) – 5:34
21. Anthem for Keyboard Solo – 1:09

Durata totale: 57:53

## Musicisti
- Wendy Carlos - sintetizzatori Moog e GDS
- London Philharmonic Orchestra - orchestra
- Journey